# AN/SPS-30
AN/SPS-30 — американский трёхкоординатный радар, предназначенный для определения высоты цели системы управления огнём Mk 77 зенитного ракетного комплекса «Талос». Мог работать в режиме кругового обзора, либо в режиме непрерывного слежения за выбранной целью. Антенна параболическая, с рупорным облучателем, расположенным вместе с волноводом слева от антенны. Эффективная дальность — более 270 км.
Сканирование по углу места механическое. Устанавливался на стабилизированной гироплатформе.
Разработан для замены радара SPS-8. В соответствии с контрактом разработчику было выделено $36 млн на проведение НИОКР. Испытания опытного образца радара осуществлялись на борту тяжёлого крейсера «Мейкон».

## Фото
- Радар на борту USS Galveston
- USS Macon — первый корабль, на борту которого был установлен радар AN/SPS-30